# Thornton Heath
Thornton Heath este un district în burgul Croydon, Londra Mare, Anglia.